# King Cobra (film, 1999)
Pour les articles homonymes, voir King Cobra (homonymie).
King Cobra est un film américain réalisé par David et Scott Hillenbrand, sorti en 1999.

## Synopsis
Des scientifiques testent un produit qui augmente l'agressivité de l'homme et des animaux. Ils donnent naissance à une créature mutante ressemblant à une sorte de serpent géant ; un monstre de plusieurs mètres de long qui sème la terreur là où il passe...

## Distribution
- Pat Morita
- Scott Hillenbrand
- Casey Fallo